# Chaetocnema tibialis
Chaetocnema tibialis es un coleóptero de la familia Chrysomelidae. Fue descrita científicamente en 1807 por Illiger.